# Harriet Forten Purvis
Harriet Forten Purvis (Filadelfia, 1810 – Washington, 11 de junio de 1875) fue una abolicionista afroamericana y sufragista de primera generación. Con su madre y hermanas, formó el primer grupo abolicionista de mujeres birraciales, la Sociedad Femenina Antiesclavista de Filadelfia. Organizó numerosos actos antiesclavistas en su casa y con su esposo Robert Purvis dirigió una estación del ferrocarril subterráneo. También fundaron el Liceo Gilbert. Forten luchó contra la segregación y por el derecho al voto de la población negra tras la Guerra de Secesión. 

## Trayectoria

### Primeros años
Harriet Davy Forten, nació en Filadelfia en 1810. Fue una de los ocho hijos de James Forten y Charlotte Vandine Forten, que vivían en el número 92 de Lombard Street. James Forten fue un inventor, empresario y abolicionista que había nacido libre.  Su padre había sido iniciado en los negocios por Robert Bridges, un fabricante de velas. Harriet fue llamada así por una de las hijas de Bridge. Los Forten, la familia negra más conocida de la ciudad, destacaban por su gentileza y hospitalidad. William Lloyd Garrison escribió sobre la familia "hay pocos superiores en refinamiento, en valor moral, en todo lo que hace que el carácter humano sea digno de admiración y alabanza". Su padre es uno de los 100 Greatest African Americans, según la lista creada por el profesor Molefi Kete Asante en 2002.
James y Charlotte ayudaron a fundar y financiar seis organizaciones abolicionistas. Muchos abolicionistas que visitaron Filadelfia se quedaron en la casa Forten. La organización abolicionista birracial del primer país, la Philadelphia Female Anti-Slavery Society fue fundada por Charlotte, sus hijas, y Lucretia Mott.
Su padre estableció una escuela privada con Grace Douglass. Harriet y sus hermanos asistieron a la escuela y los profesores particulares también les enseñaron idiomas y música. Sus hermanas menores eran Sara y Margaretta, nacidas en 1814 y 1815.La otra hermana era Mary Isabella. Sus hermanos fueron James, William Deas, Robert Bridges y Thomas.El abolicionista y poeta John Greenleaf Whittier escribió un poema para Harriet, expresando su admiración.

### Intereses
Harriet fue miembro de la Asociación Literaria Femenina Negra, la Asociación Literaria Edgeworth y la Asociación Minerviana Femenina. : 31, 97 

### Matrimonio e hijos

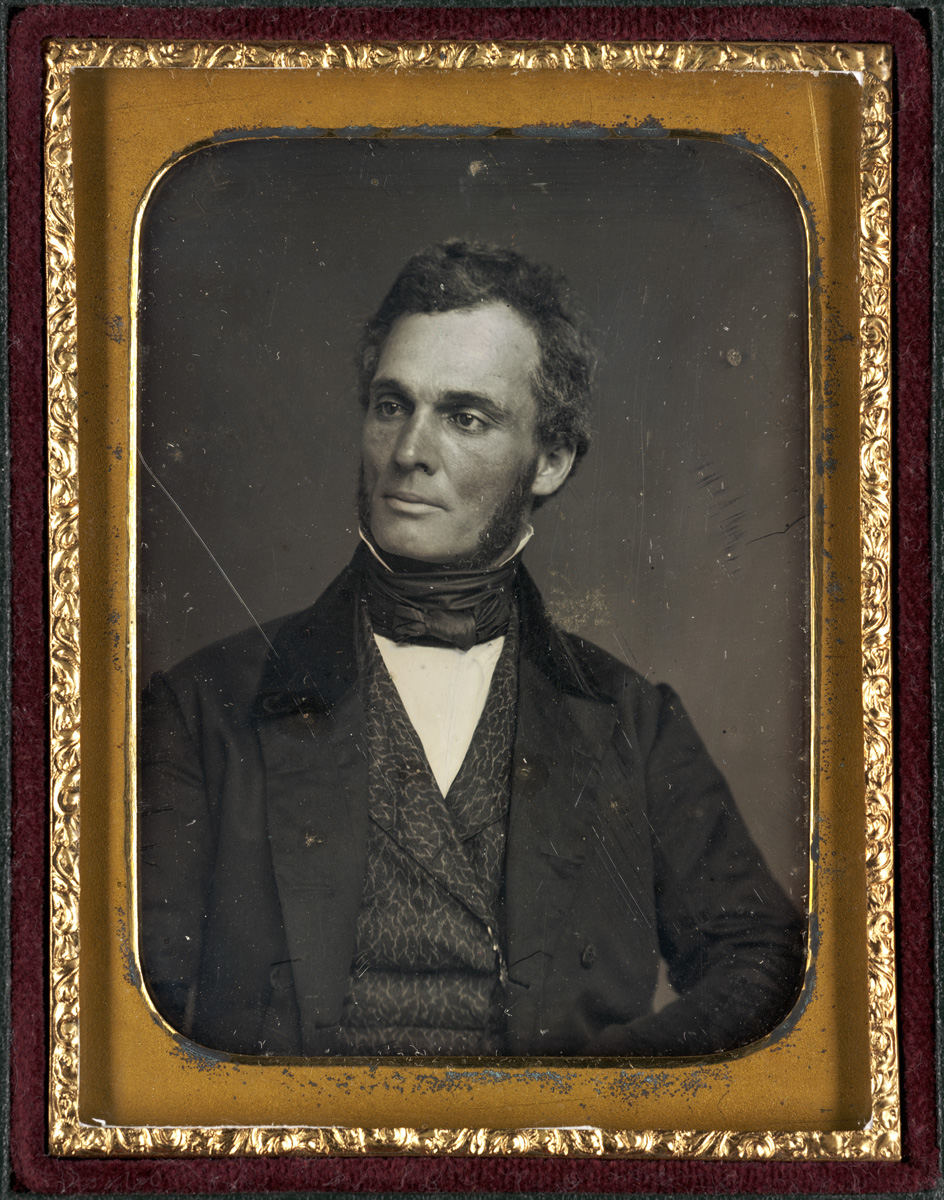
Robert Purvis (1810-1898), circa 1840-1849

Se casó en la casa dfamiliar el 13 de septiembre de 1831 con un afroamericano de piel clara, Robert Purvis de Carolina del Sur. Al igual que su suegro, Purvis era un hombre rico. Fueron casados por un obispo episcopal. Purvis era profesor abolicionista y antiesclavista. Harriet y Robert trabajaron juntos en el activismo y por las reformas. 
El matrimonio igualitario de los Purvis y su asociación activista fueron un fenómeno único. Pocas de esas relaciones existieron durante la era victoriana. Su matrimonio demostró el compromiso de un hombre con los conceptos de igualdad y libertad de expresión. Además, reveló la capacidad de una mujer de trascender las costumbres contemporáneas para compartir las esferas pública y privada de la vida y el trabajo de su esposo.
—Joe Trotter y Eric Ledell Smith
Forten fue a menudo anfitriona de activistas y abolicionistas, entre otros William Lloyd Garrison, George Benson y George Thompson. : 31  En la década de 1830, en la ciudad hubo manifestaciones contra los negros y las personas que ayudaban a los esclavos refugiados, que estallaron en disturbios raciales y violenciaEn 1834, 44 iglesias y edificios propiedad de la población negra fueron incendiados. : 68 
La hermana de Harriet, Sarah, que se había casado con el hermano de Robert, Joseph Purvis, escribió artículos y poemas para el Libertador bajo seudónimos. Frank Johnson, un líder de la comunidad afroamericana, escribió música para su poema The Grave of the Slave, que a menudo se tocaba en eventos antiesclavistas. Vivían cerca de la familia de Robert y Harriet en Byberry. El hermano de Harriet, Robert, quedó viudo alrededor de 1840 y su hija, Charlotte, vivió con los Purvis y fue educada con un tutor privado. Debido a la segregación en Filadelfia, Robert pensaba que ella no obtendría una buena educación en la ciudad. : 17 Charlotte "obtuvo consuelo personal y deleite intelectual" de su tía.
Su hijo Charles Burleigh Purvis fue médico, profesor de la facultad de medicina y el primer afroamericano en administrar un hospital civil. Trabajó en el Oberlin College y el Wooster Medical College. Durante la Guerra Civil, fue médico y enfermero del Ejército de la Unión.

### Últimos años
En 1873, Robert y Harriet se mudaron a un barrio de Mount Vernon. Mantuvieron su casa de Byberry, y la alquilaron a la familia Pierce. : 186 
Tres de sus hijos murieron, uno de meningitis y otros de tuberculosis, que fue la causa de la muerte de Harriet el 11 de junio de 1875. : 186  Murió en Washington D. C., donde Robert trabajaba como comisionado de Freedman. Saving Bank,y fue enterrada en Germantown en el cementerio cuáquero.   

## Activismo

### Abolicionista y activista de derechos civiles
Harriet era miembro de la Sociedad Femenina antiesclavista de Filadelfia y, mientras estaba embarazada, asistió a la Convención contra la Esclavitud de las Mujeres celebrada en Nueva York en 1837 con dos de sus hermanas. En 1838, la convención se celebró en Filadelfia en el nuevo Pennsylvania Hall, que fue construido por la Sociedad Antiesclavista de Filadelfia. En una ocasión, Robert Purvis ayudó a su esposa a salir del carruaje y hubo personas que se enfadaron porque pensaban que eran una pareja interracial que promovía el mestizaje de las razas. La sala fue destruida por un incendio provocado por un grupo de personas que estaban a favor de la esclavitud. La convención se convocó en la escuela de maestros y abolicionistas Sarah Pugh. Mujeres blancas y negras participaron como iguales en la organización, lo cual era raro en ese momento. También provocó reacciones contrarias entre las personas que temían el mestizaje, y en general estaban preocupadas por la intervención de las mujeres en los asuntos públicos.
Forten asistió a la convención los siguientes dos años.Fue delegada en las convenciones de 1838 y 1839. Al no poder alquilar una sala en Filadelfia en 1839, la convención se reunió en un establo. Harriet copresidió las reuniones de la Sociedad de Mujeres Antiesclavistas de Filadelfia, que entre 1840 y 1861 recaudaron $ 32,000 (NaN). En 1841, el grupo se unió contra la exclusión de las escuelas dominicales negras en la exposición anual de Escuelas Dominicales en la Independence Square. Al año siguiente, fue un evento birracial.
Después de que se aprobara la Decimotercera Enmienda, Purvis continuó sus esfuerzos para mejorar los derechos de los afroamericanos. La Sociedad Antiesclavista Femenina continuó reuniéndose, así en septiembre de 1866 para discutir la situación de los estados del Sur. Harriet y Robert se involucraron con la Liga de Igualdad de Derechos del Estado de Pensilvania y Asociación Americana de Igualdad de Derechos, estando en el comité ejecutivo.
Harriet, Robert y Octavius Catto trabajaron para desegregar los tranvías en Filadelfia. Esto se hizo junto a la Liga de Igualdad de Derechos del Estado de Pensilvania. En 1867, se aprobó una ley estatal que garantizaba el acceso a los vehículos públicos para todas las razas.

### Productores libres
Harriet se involucró en la Sociedad de Productos Libres. Sus miembros compraban productos locales y boicoteaban los productos cultivados y recogidos por esclavos. : 172  A menudo era delegada de los Convenios de Producción Libre y era miembro de la Asociación de Productores de Color Libres. Harriet solo compró productos que no habían sido hechos o cultivados por esclavos. Fue una actividad que continuó incluso después de que algunos, como Garrison, cuestionaran su efectividad. Purvis, Lucretia Mott y Sarah Pugh se mantuvieron fieles a su postura sobre la producción libre. Como afirma la autora Carol Faulkner, "creían que la hipocresía amenazaba el éxito de su cruzada".

### Ferrocarril subterráneo

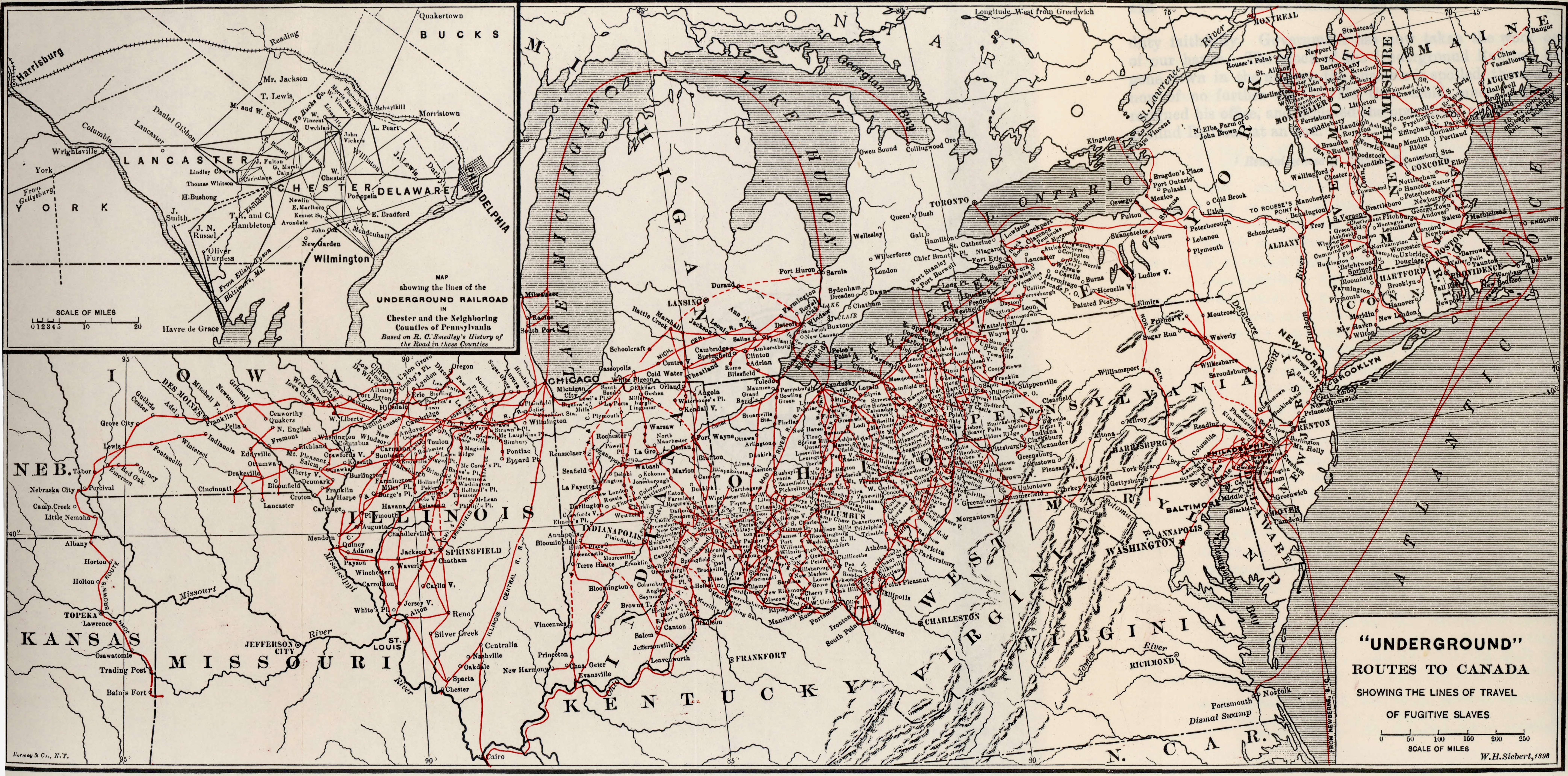
Mapa de rutas del ferrocarril subterráneo

Harriet y Robert, fueron llamados los padres del ferrocarril subterráneo por la fundación del Comité de Vigilancia de Filadelfia,Una estación comenzaba en su casa en Lombard Street de Philadelphia. La situación se volvió peligrosa en el centro de Filadelfia y la familia se mudó a una granja en la zona rural de Byberry, Filadelfia en 1843o 1844.Dieron asistencia a unos 9,000 esclavos fugitivos a lo largo de su viaje a Canadá. Muchos esclavos fueron escondidos de las autoridades en su casa de Byberry gracias a una trampilla que Robert instaló en el piso.Harriet organizó reuniones de abolicionistas en su casa y fue líder de la Sociedad Vigilante Femenina,  que proporcionaba dinero para transporte y ropa a los viajeros.

### Educación
Forten vio la necesidad de una legislación contra la esclavitud y de medidas para conseguir una mayor igualdad para los afroamericanos sobre todo cuando fue madre. Las escuelas privadas para afroamericanos no eran tan buenas como las escuelas públicas para blancos. Y sus hijos siempre estarían sujetos a prejuicios raciales, a pesar de que la familia disfrutaba de una vida económicamente buena.
La Byberry Friends Meeting, una casa de reunión cuáquera, se encontraba al otro lado de la calle de la casa de los Purvis. Sus hijos asistieron a su escuela. También cerca se encontraba el Purvis Hall, que fue construido por Robert Purvis en 1846. Era un lugar de reunión para las reuniones antiesclavistas y otras actividades de la comunidad. Robert Purvis se negó a pagar el impuesto escolar local en 1853, ya que sus hijos no iban a recibir educación en las escuelas. Harriet y su esposo fundaron el Liceo Gilbert.

### Sufragismo
Harriet era miembro de la Asociación Nacional pro Sufragio de la Mujer y amiga de Susan B. Anthony y Lucretia Mott, que también trabajaban por el derecho al voto de negros y mujeres, contra la esclavitud y por una vía de escape segura de esclavos huidos. Harriet y su hermana Margaretta Forten fueron organizadoras de la Quinta Convención Nacional de Derechos de la Mujer en Filadelfia en 1854. La hija de Harriet, Hattie, se convirtió en la primera vicepresidente afroamericano de la organización. Otras mujeres negras que trabajaron por el derecho al voto de las mujeres incluyeron a Sojourner Truth, Amelia Shadd, Mary Ann Shadd Cary, Nancy Prince y Francis Ellen Watkins Harper.